# Raddestorf
Raddestorf egy község Németországban, a Weser-Nienburgi járásban. Lakosainak száma 1815 fő (2023. december 31.).

## Népessége
| Lakosok száma | 1880 | 1872 | 1845 | 1802 | 1816 | 1815 |
|               | 2016 | 2017 | 2019 | 2021 | 2022 | 2023 |